# Hünenburg im Barbruch

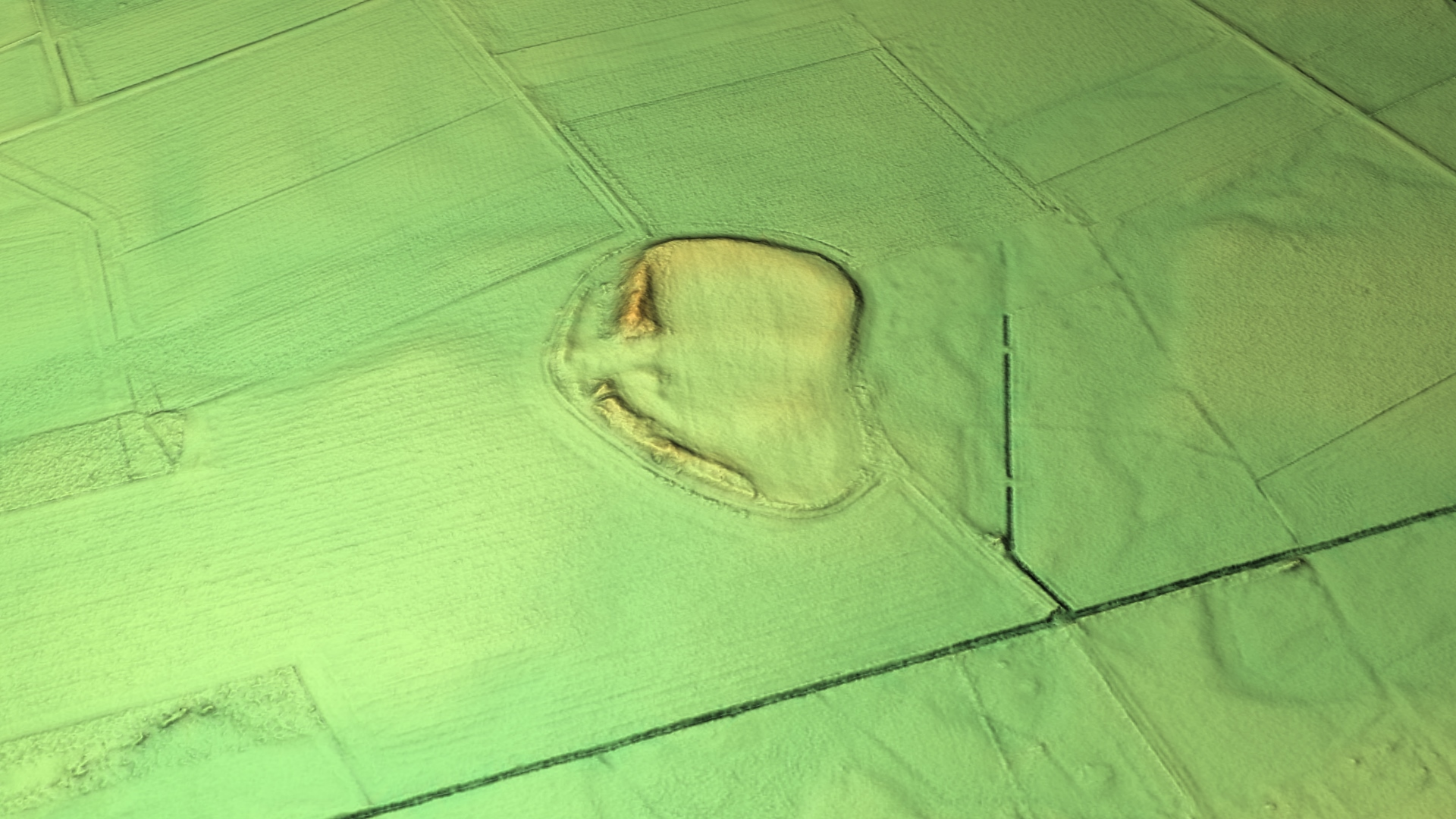
3D-Ansicht des digitalen Geländemodells

Die Hünenburg im Barbruch ist ein frühmittelalterlicher Burgstall, gelegen 700 m östlich von Ringboke, Ortschaft Boke, heutiger Stadtteil von Delbrück im Kreis Paderborn in Nordrhein-Westfalen.

## Lage
Die Niederungsburg liegt in der Lippeaue auf 87 m ü. NHN.

## Geschichte
Schriftquellen über Errichtung und Geschichte der Burg sind nicht bekannt. Aufgrund von Keramikfunden wird mit einer Entstehung im Frühmittelalter gerechnet. Da heute ein großer Teil der Anlage abgetragen ist, ist die Aufmessung durch Ludwig Hölzermann eine wichtige Quelle zur Burganlage. Wie eine Skizze von Wilhelm Tappe zeigt, hat aber schon Hölzermann nicht mehr die ganze Anlage gesehen.
1951 wurden von der Altertumskommission für Westfalen Probegrabungen durchgeführt. Zu jenem Zeitpunkt konnten sich Anlieger noch an die Mauer der Burg erinnern. In der Wallschüttung wurden Keramikscherben des 10. und 11. Jahrhunderts gefunden.
Noch 1968 ebnete der Besitzer einen großen Teil des Walls ein. Daraufhin wurde der Burgstall unter Schutz gestellt und vom Kreis Büren gekauft.

## Heutige Nutzung

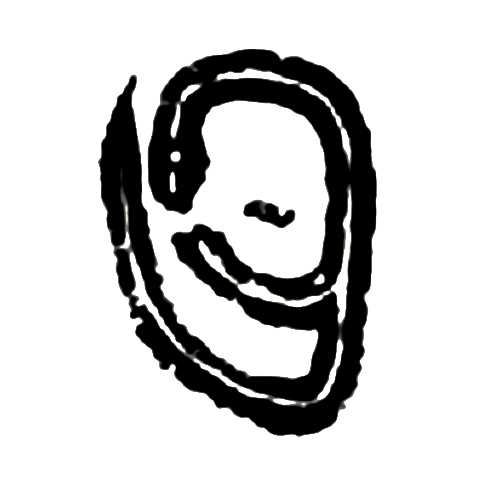
Plan der Burg von Hölzermann

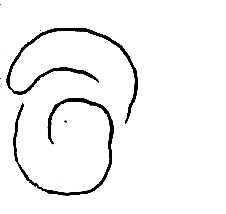
Skizze der Burg von Wilhelm Tappe, 1822. Die Beschriftung wurde der Klarheit halber entfernt.

Der Burgstall ist heute ein Naturschutzgebiet und wird als Wiese extensiv bewirtschaftet. Die Wallreste sind mit dichtem Gebüsch bestanden.

## Beschreibung
Dem grob rechteckigen Kernwerk von 90 × 65 m war an der Süd- und Westseite ein im Südosten ansetzender Wall im Abstand von 20 m vorgelagert. Eine Erhöhung nördlich des Eingangs in der Westseite des Kernwerks wird als Turmrest interpretiert. An der Außenseite des Vorwalls wurde 1951 der Ausbruchsgraben einer Mörtelmauer festgestellt, die, wie ihre Wallhinterschüttung, auf einem Steinpflaster ruhte.
Innerhalb des Kernwerks war eine Wasserstelle angelegt.

## Sagen
Um die Burg ranken sich einige Sagen. Darin geht es um einen die Burg bewohnenden Hünen, der mit einem Hünen aus Verne interagiert und schließlich vertrieben wird.
Auch zur Sage des heimlich einen christlichen Gottesdienst besuchenden Widukind gibt es eine lokale Variante, in der der Herzog, nachdem die Franken ihn erkennen, durch den Boker Riesen gerettet wird.